# Johann Herwagen
Johann Herwagen der Ältere (auch Heerwagen, latinisiert Ioannes Hervagius; * 1497 in Watterdingen; † (kurz) vor dem 7. Juni 1558 in Basel) war ein Buchdrucker und Verleger in Strassburg und Basel.

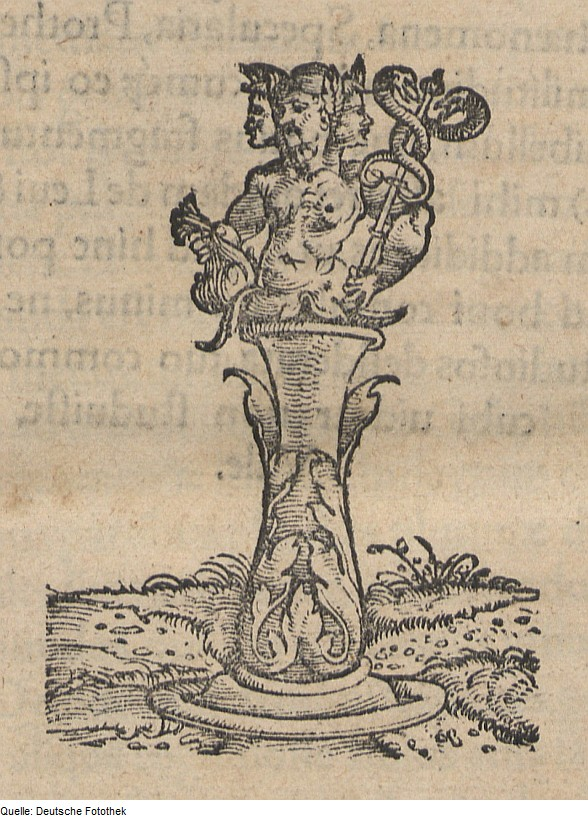
Druckermarke von Johann Herwagen

## Leben und Wirken
Johann Herwagen studierte 1517/1518 in Heidelberg. 1521 begann er als Buchdrucker in Strassburg, 1522 wurde er Bürger der Stadt. Bis 1528 ist vor allem reformatorische Literatur bei ihm erschienen.
Im Juli 1528 zog Herwagen nach Basel, dort wurde er am 28. Juli 1528 Bürger und am 2. August in die Schlüsselzunft aufgenommen. Er heiratete Gertrud Lachner, die Witwe des im Vorjahr verstorbenen Johann Froben, und übernahm gemeinsam mit deren Sohn Hieronymus die Frobensche Offizin. Ab 1529 gehörte auch Nikolaus Episcopius zur Firma. 1531 machte Herwagen sich selbständig, 1538/39 arbeitete er mit seinem Stiefsohn Johann Erasmius Froben zusammen.
Weil Johann Herwagen ein Verhältnis mit der Frau seines Stiefsohns Johann Erasmius Froben hatte, wurden beide gebüsst und am 19. Januar 1542 aus Basel verbannt, während Herwagens Ehefrau den Betrieb zusammen mit Sohn und Schwiegersohn weiterführen durfte. Am 4. Februar 1545 wurde Herwagen auf Fürsprache von Landgraf Philipp von Hessen, der Universität und anderer weitgehend begnadigt, 1547 wurden dann fast alle Restriktionen gegen ihn  aufgehoben. 1547 erhielt er von Karl V. einen Wappenbrief.
Johann Herwagen war befreundet mit Bonifacius Amerbach und stand in Verbindung mit Erasmus und Beatus Rhenanus, seine Druckerei war eine der grossen Basler Offizinen des 16. Jahrhunderts. Ein handschriftliches Verzeichnis der bei ihm vorrätigen Bücher aus dem Jahr 1553 oder 1554 hat sich erhalten. 1556 erschien sein letzter Druck, im Januar 1557 übernahm sein Sohn Johann Herwagen der Jüngere die Offizin.